# Hixkaryana
El hixkaryana o hishkariana és una llengua indígena de la família carib, parlat per una mica més de 500 hixkaryanes del riu Nhamundá, un afluent del riu Amazones al Brasil. És un dels pocs idiomes naturals coneguts que usa la seqüència de paraules d'Objecte Verb Subjecte, i podria haver estat el primer idioma d'aquesta mena descrit (per lingüista Desmond C. Derbyshire).
A més, la seqüència de paraules en oracions subordinades és Subjecte Objecte Verb. Com la majoria d'altres idiomes amb objectes que procedeix el verb, és postposicional.

## Fonologia
Hixkaryána té els fonemes consonants següents:
|                | Labial | Labial | Alveolar | Alveolar | Postalveolar or palatal | Postalveolar or palatal | Velar | Glotal |
| -------------- | ------ | ------ | -------- | -------- | ----------------------- | ----------------------- | ----- | ------ |
| Nasal          | m      | m      | n        | n        | ɲ                       | ɲ                       |       |        |
| Oclusiva       | p      | b      | t        | d        | tʃ                      | ɟ                       | k     |        |
| Fricativa      | ɸ      | ɸ      | s        | s        | ʃ                       | ʃ                       |       | h      |
| Vibrant simple |        |        | ɾ        | ɾ        | ɽˡ                      | ɽˡ                      |       |        |
| Aproximant     |        |        |          |          | j                       | w                       |       |        |

- /ɽˡ/ és una bategant simple retroflexa lateral.
- L'ortografia s'usa com: /tʃ ɟ/ = <tx dy>; /ɸ ʃ/ = <f x>; /ɲ/ = <ny>; /ɽˡ/ = <ry>; /j/ = <y>.

Les vocals són /e/, /ɯ/, /u/, /ɔ/, i /æ/, escrit <e>, <ɨ>, <u>, <o>, i <a>.

## Gramàtica
A hixkaryána, els arguments s'indexa en el verb mitjançant prefixos de persona. Aquests prefixos formen un patró invers en el que l'argument més alt de la jerarquia 2o > 1o > 3o s'indexa en el verb. Si l'objecte d'un verb transitiu excedeix el subjeto segons aquesta jerarquia, el prefix O apropiat s'usa; si no, un prefix A se usa.
| Prefixos A | Prefixos A | Prefixos O | Prefixos O  |
| 1A         | /ɨ-        | 1O         | r(o)        |
| 2A         | m(ɨ)-      | 2O         | o(j)-/a(j)- |
| 1+2A       | t(ɨ)-      | 1+2O       | k(ɨ)-       |
| 3A         | n(ɨ)-/j-   |            |             |

Verbs intransitivos prenen prefixos en la seva majoria similar als prefixos transitius més amunt. El número gramatical de l'argument s'indexa en el verb mitjançant sufixos portmanteau que combinen temps, aspecte, manera, i número.
En la majoria dels casos, el prefix de persona determina inequívocament quin dels arguments és el subjecte i quin l'objecte. Quan tant el subjecte com l'objecte estan en tercera persona, no obstant això, el prefix de persona no és adequat per a determinar completament la identitat dels arguments. En aquestes situacions, per tant la seqüència de paraules és crucial per a determinar les seves identitats. En l'exemple més a baix, "toto yonoye kamara" no es pot significar SVO "l'home va menjar el jaguar"; el significat OVS -- "el jaguar va menjar a l'home" -- és l'única cosa possible.
Hixkaryána té Objecte Verb Subjecte com a seqüència de paraules.
| toto                         | yonoye | yonoye | yonoye           | kamara |
| toto                         | y-     | ono    | -ye              | kamara |
| persona                      | 3SG-   | menjar | -DIST.PAST.COMPL | jaguar |
| "El jaguar comió al hombre." |        |        |                  |        |

No obstant això, els objectes indirectes segueixen els subjectes:
| bɨryekomo                                     | yotahahono | yotahahono | yotahahono | yotahahono | wosɨ | tɨnyo        | wya |
| bɨryekomo                                     | y-         | otaha      | -ho        | -no        | wosɨ | tɨnyo        | wya |
| nen                                           | 3SG-       | colpejar   | -CAUS      | -IMM.PAST  | dona | el seu-marit | per |
| "La dona fa que el seu marit colpegi al nen." |            |            |            |            |      |              |     |